# Koumbranga
Koumbranga est une commune rurale située dans le département de Séguénéga de la province du Yatenga dans la région Nord au Burkina Faso.

## Géographie
Koumbranga se trouve à 3 km à l'ouest du centre de Séguénéga, le chef-lieu du département, et à environ 50 km au sud-est de Ouahigouya. La localité est constituée de plusieurs centres d'habitations dispersés situés principalement au sud (et au nord) de la route nationale 15 qui traverse une partie de son territoire.

## Santé et éducation
Les centres de soins les plus proches de Koumbranga sont les centres de santé et de promotion sociale (CSPS) et le centre médical avec antenne chirurgicale (CMA) de la province se trouvant à Séguénéga.
Le village possède une école primaire publique.

## Culture
Le village possède une troupe de danse traditonnelle de liwaga qui a remporté des trophées régionaux au Festival Liwaga de Séguénéga créé en 1999.